# Jequié
Jequié – miasto we wschodniej Brazylii, w stanie Bahia.
Liczba mieszkańców w 2003 roku wynosiła ok. 129 tys.